# Glena laticolla
Glena laticolla là một loài bướm đêm trong họ Geometridae.